# 偷拐搶騙 (電視劇)
《偷拐搶騙》（英語：Snatch）是一部在Crackle播出的美國犯罪喜劇類網絡電視劇，改編自蓋·瑞奇的2000年同名電影。該劇於2017年3月16日首播。

## 演員
- 盧克·帕斯夸尼洛（英语：Luke Pasqualino） 飾 Albert 'Albie' Hill[3]
- 魯伯特·葛林 飾 Charlie Cavendish[4]
- 路西恩·拉維斯康（英语：Lucien Laviscount） 飾 Billy 'Fuckin' Ayers
- 菲比·迪尼弗 飾 Lotti Mott
- 艾德·威斯維克 飾 Sonny Castillo
- 道格瑞·史考特 飾 Vic Hill
- 斯蒂芬妮·列尼达斯 飾 Chloe Cohen
- 茱麗葉·歐伯利（英语：Juliet Aubrey） 飾 Lily Hill
- 馬爾克·華倫（英语：Marc Warren） 飾 Bob Fink

## 外部連結
- 互联网电影数据库（IMDb）上《偷拐搶騙》的资料（英文）